# 1992年夏季残疾人奥林匹克运动会菲律宾代表团
1992年夏季残疾人奥林匹克运动会菲律宾代表团是菲律宾派出的1992年夏季残疾人奥林匹克运动会代表团。未获得奖牌。